# Haylie McCleney
Haylie McCleney (* 11. Juli 1994 in Morris, Alabama) ist eine US-amerikanische Softballspielerin.

## Leben
McCleney spielte anfangs für den Verein Alabama von 2013 bis 2016. Sie wechselte 2016 zum Verein USSSA Pride und ging 2017 zum Verein Texas Charge. Von 2018 bis 2020 spielte McCleney für den Verein Scrap Yard Fast Pitch.
Seit 2016 ist McCleney Nationalmannschaftsmitglied im Team USA.
Bei den Olympischen Sommerspielen 2020 in Tokio gewann sie mit der US-amerikanischen Frauennationalmannschaft im Softball die Silbermedaille. Seit Februar 2019 ist McCleney mit der US-amerikanischen Softballspielerin Kylee Hanson verheiratet.

## Erfolge (Auswahl)
- 2× Weltmeister (2016, 2018)
- 3× First Team All-American (2014–2016)[3]
- Second Team All-American (2013)